# 入間川ゴム
入間川ゴム株式会社（いるまがわゴム、IRUMAGAWA RUBBER CO.,LTD.）は埼玉県狭山市入間川に本社を置く、ゴム製品、合成樹脂製品を生産販売する会社である。

## 沿革
- 1933年（昭和8年） - 清水逸平が入間川ゴム製作所として創業。
- 1940年（昭和15年） - 有限会社入間川ゴム製作所となる。
- 1942年（昭和17年） - 陸・海・軍需3省の共同管理工場となり、軍需製品（大型電槽、防弾ゴムなど）を製造。
- 1945年（昭和20年） - 入間川ゴム株式会社に改称し、民需生産に移行。自転車タイヤなども製造。
- 1947年（昭和22年） - ホース、ゴム板の製造を開始。
- 1948年（昭和23年） - 皮貼球技ボールの製造に着手。
- 1963年  ( 昭和38年 )   - 名古屋営業所、大阪営業所を開設。
- 1964年  ( 昭和39年 )   - バレーボール、バスケットボールが東京オリンピックの使用球となる。
- 1984年  ( 昭和59年 )   - 本社を東京事務所に移転登記。
- 1989年（平成元年） - スポーツ用品事業部を分離、独立。[1]
- 2009年  ( 平成21年 )  - 東京本社を本社工場に移転する。

## 商品
現在の主力商品は、ゴムシートやゴムマットなど。難燃性ゴム、絶縁性ゴム、導電性ゴム、耐摩耗性ゴム、耐候性ゴムなど幅広い種類を扱う。
昭和20年代後半からは、ゴム製水枕生産の盛期だったという。
1964年（昭和39年）の東京オリンピックでバレーボール・バスケットボールが試合使用球に採用されたのを機に、スポーツ用品中心の体制に移行し、昭和40年代後半頃、同社はゴム製水枕の製造を中止したという。
「イルマボール（iRUMA）」の名称で、サッカーボール、ハンドボール、ドッジボールなども扱っていたが、現在は生産されていない。